# Ambria (Piateda)
Ambria è una frazione del comune di Piateda, in provincia di Sondrio. È un centro rurale di origini alto medioevali situato alla confluenza dell'omonima valle e della più famosa Val Venina, una delle tanti valli della Valtellina.

## Geografia e toponimo
Sorge a 1325 metri, alla confluenza fra il torrente Venina, e il torrente Zappello. Quest'ultimo è il nome più famoso, anche se quello originale è appunto Ambria, dato che il fiume ha origine dal pizzo Ambria e la valle ha sempre preso il proprio nome da esso. La confluenza stessa, e l'abbondanza d'acqua della zona, sembrano essere all'origine del toponimo ambr-, forse importato dai popoli germanici alla caduta dell'Impero romano d'Occidente. Riguardo al nome, resta aperta la questione se il toponimo sia di origine germanica o piuttosto largamente e anticamente indoeuropea. Si noti comunque il latino amnis, fiume, da cui otteniamo la prima sillaba del toponimo.
Ambria comunica con la località di Vedèl, da ricondurre alle voci celtiche Véd ("acqua") e hél ("pascolo"), che rimandano appunto all'orografia della zona; e con il fondo valle per mezzo di una strada in parte sterrata, costruita negli anni '70, e praticabile soltanto (da Vedèl) su richiesta di un permesso all'amministrazione comunale. Nei secoli il paese, pur decaduto, mantenne sempre una certa importanza, in parte legata anche agli epigoni dell'estrazione mineraria fino a metà dell'800.

## Storia
La presenza di un luogo fortificato, il castrum, posseduto dalla famiglia Fondra, e lo stesso nome Ambria sono documentati già da scritture risalenti al 1254, molto prima che i Duchi d'Ambria costruissero il loro castello.
Probabilmente il luogo era già abitato dopo l'anno mille, così come sosteneva lo storico Francesco Saverio Quadrio. E, d'altra parte, il passo Scìgula e il Venina sono sin dall'antichità più remota luoghi di comunicazione con la Val Brembana e Bergamo. 
Nella storia di Piateda, Ambria ebbe sempre un posto di eccellenza, fin dal Medioevo, soprattutto quando divenne sede del Ducato di Ambria, un'entità politica di origine medioevale nell'ambito dell'entourage dei Visconti, poi soppressa nel XVI secolo, a causa dell'invasione dei Grigioni, senza essere più ricostituita. Anche il castello degli Ambria subì la stessa sorte. Di tutta quella vicenda è conservato soltanto lo stemma, caratterizzato dal leone bicaudato (segno di grande nobiltà), che ora appare sul gonfalone del Comune, e qualche dubbia traccia di un rudere. La rinomanza del paese di Ambria e la sua relativa prosperità nei secoli XVI e XVII, fu dovuta anche all'attività mineraria in alta Val Venina, nonché alla presenza di modeste quantità di argento, di oro e di rame. Resoconti di queste miniere sono stati redatti da Melchiorre Gioia e tuttora si trovano all'Archivio di Stato di Milano. Tra l'altro, agli inizi del 1800,, nella Val Venina fu scoperta un'importante vena di rame. Il materiale non venne però estratto e i lavori di sondaggio durarono probabilmente solo per l'estate 1804, non perché il materiale non si trovasse, ma perché coloro che costituirono la società mineraria ruppero il consorzio. Probabilmente già nell'antichità, stando ad allusioni di Plinio il Vecchio, sia nelle Orobie bergamasche che nelle valtellinese, oltre al ferro si estrasse anche il rame.
I racconti popolari, la tradizione, ed anche le vicende storiche, narrano di continui contatti e scambi con le popolazioni della bergamasca di oltre il Passo del Venina ed il Passo della Scìgula, che peraltro sembrano essere proprio l'origine delle popolazioni dell'etnia valdambrina e forse in parte del paese di Agneda. Di questi contatti rimane ancora, oggi, la testimonianza delle Miniere del Ferro, in Alta Val Venina a oltre 2000 metri, i cui ultimi proprietari risiedevano in provincia di Bergamo. Nei tempi antichi, quando ancora i trasporti e le comunicazioni avvenivano in gran parte a piedi, Ambria doveva essere un centro abbastanza significativo, e tappa di una certa importanza per i viaggiatori (il Passo di Venina, tra l'altro, è facilmente accessibile a cavallo e a dorso di mulo).

## Monumenti e luoghi d'interesse
In un comune montano dove la sfida quotidiana era la sopravvivenza alle asprezze climatiche e morfologiche dell'ambiente, si possono individuare beni artistici legati soprattutto alla pratica religiosa, che ancora oggi testimoniano una salda fede cristiana ed una forte identità di valle. 

### La chiesa di San Gregorio di Ambria
Dalla  chiesa di San Gregorio di Ambria, eretta nel 1615 sulle rovine di un edificio preesistente, giunge a noi "la più preziosa opera di oreficeria sacra in Valtellina: la croce d'Ambria", secondo una felice espressione di Oleg Zastrow. La croce, custodita ora al Museo valtellinese di storia e arte, risale all'inizio del XII secolo, ed è oggetto d'interesse per molti studiosi.

## Le pergamene
A questo significativo patrimonio architettonico, pittorico ed orafo si possono aggiungere a buon titolo anche le antiche pergamene, redatte per la visita, nel 1589, del vescovo di Como Feliciano Ninguarda, a quelle immediatamente successive per la nascita delle Confraternite, ed ai numerosi documenti d'archivio recentemente oggetto di un'accurata catalogazione e riordino che ha interessato tanto quelli parrocchiali che quelli comunali.

## Le dighe
Non molto antiche ma egualmente significative sono le dighe di Venina del 1923-26 (con successivi interventi fino al 1942) e di Scais, sopraelevata tra il 1935 ed il 1939. Interessanti sono le palazzine per uffici di Boffetto e Venina, espressione dello stile liberty allora in voga.